# Inge Flimm
Inge Flimm (* 11. September 1938; † 24. Dezember 2017 in Hollersbach im Pinzgau; gebürtig Inge Jansen) war eine deutsche Theaterregisseurin und Schauspielerin.

## Leben
Sie heiratete nach dem Abitur und wurde Mutter von fünf Kindern. Nach der Scheidung 1966 besuchte sie die Schauspielschule in Köln. 1968 wurde sie Regieassistentin an den Münchner Kammerspielen. 1969 heiratete sie den Regisseur Jürgen Flimm. Die Ehe wurde geschieden. Der gemeinsame Sohn starb früh.
1975 nahm sie ihre berufliche Tätigkeit wieder auf und war Regieassistentin am Deutschen Schauspielhaus in Hamburg. Im Malersaal des Schauspielhauses und an den Kammerspielen in Frankfurt am Main inszenierte sie 1976/77 erstmals selbst.
Es folgte 1978 in Basel Garcia Lorcas Bernarda Albas Haus. 1979 inszenierte sie am Schauspiel Wuppertal unter anderem Leonce und Lena und Die Frau vom Meer. In Nürnberg folgten 1981 Fräulein Julie und 1982 Minna von Barnhelm. Ihre Inszenierung von Botho Strauß’ Kalldewey, Farce im Werkraum der Münchner Kammerspiele wurde 1983 wegen Meinungsverschiedenheiten mit der Intendanz kurz vor der Premiere abgesagt.
Weitere Regiearbeiten waren unter anderem Gespenster am Staatstheater Oldenburg und 1987 Amphitryon am Schauspielhaus Zürich. Von 1993 bis 1996 war Flimm Schauspieldirektorin am Volkstheater Rostock. Danach arbeitete sie wieder als freie Regisseurin, unter anderem 1998 in Kiel mit Noréns Nacht, Mutter des Tages.
2007 inszenierte Flimm, die zuletzt in Hollersbach im Pinzgau lebte und 2017 im Alter von 79 Jahren dort starb, mit Laienschauspielern das Stück Besuchszeit von Felix Mitterer im Cinétheatro in Neukirchen am Großvenediger.

## Filmografie
- 1975: Kampf um ein Kind
- 1988: Rosalinds Elefant
- 1991: Unsere Hagenbecks: Freud und Leid
- 1991: Die Männer vom K3: Der Vollmondmörder